# Liga 1 Indonezia 2024-2025
Liga 1 Indonezia 2024-2025 (cunoscută ca BRI Liga 1 2024-2025 din motive de sponsorizare) este cea de-a 15-a ediție a Ligii 1 ca cea mai înaltă divizie de fotbal din Indonezia. Persib este campioana en-titre.
Acest sezon este, de asemenea, primul sezon al utilizării Arbitru asistent video, precum și o istorie pentru fotbalul indonezian în ansamblu.

## Echipe

### Schimbări

#### Echipele promovate în Liga 1
Primele două echipe care au câștigat Promovarea Liga 2 2023-2024 sezonul PSBS și Semen Padang, care au fost calificați la runda finală la 29 februarie 2024. PSBS a învins Persiraja 5-1 pe agregat la semifinala rundă, iar Badai Pasifik va juca în Liga 1 pentru prima dată în istoria clubului. La un alt meci din semifinale, Semen Padang a învins Malut United 2-1 pe agregat, iar Kabau Sirah s-a întors la Liga 1 după absența de cinci ani.
Malut United a fost ultimul care a fost promovat după ce a învins Persiraja în 3-2 agregat la Play-Off Promove, care a avut loc la 9 martie 2024, iar Naga Galatama va juca în Liga 1 pentru prima dată în istoria clubului.

#### Echipele retrogradate în Liga 2
Prima echipă care a fost retrogradată a fost Persikabo 1973, după ce a suferit o înfrângere de 2-5 față de Persik într-un meci în deplasare, la 28 martie 2024. Laskar Pajajaran s-a retrogradat din zborul de top după șapte sezon consecutiv.
Cea de-a doua echipă care a fost retrogradată a fost Bhayangkara, după ce Persita a câștigat un poin de la 1-1 la egalitate împotriva lui Persik, plus suferind o înfrângere de 1-2 în propriul meci împotriva lui Bali United, la 20 aprilie 2024. Gardianul a retrogradat din vârful de top după șapte sezon consecutiv.
A treia și ultima echipă care a fost retrogradată a fost RANS Nusantara, după ce au suferit o înfrângere de 2-3 în PSM la 30 aprilie 2024. Phoenix s-a retrogradat din zborul de top după doi sezon consecutiv.

### Stadion și locație
| Echipă           | Kota sau Regență | Stadiu                          | Capacitate |
| ---------------- | ---------------- | ------------------------------- | ---------- |
| Arema            | Malang           | Gajayana                        | 25.000     |
| Bali United      | Gianyar          | Kapten I Wayan Dipta            | 18.000     |
| Barito Putera    | Banjarmasin      | Demang Lehman la Banjarbaru     | 15.000     |
| Borneo Samarinda | Samarinda        | Segiri                          | 13.000     |
| Dewa United      | Tangerang de Sud | Indomilk Arena la Tangerang     | 30.000     |
| Madura United    | Bangkalan        | Gelora Bangkalan                | 13.500     |
| Malut United     | Sofifi           | Gelora Kie Raha la Ternate      | 15.000     |
| Persebaya        | Surabaya         | Gelora Bung Tomo                | 46.806     |
| Persib           | Bandung          | Gelora Bandung Lautan Api       | 38.000     |
| Persija          | Jakarta          | Internațional Jakarta           | 82.000     |
| Persik           | Kediri           | Brawijaya                       | 20.000     |
| Persis           | Surakarta        | Manahan                         | 20.000     |
| Persita          | Tangerang        | Indomilk Arena                  | 30.000     |
| PSBS             | Biak Numfor      | Cendrawasih                     | 15.000     |
| PSIS             | Semarang         | Jatidiri                        | 25.000     |
| PSM              | Makassar         | Gelora B.J. Habibie la Parepare | 20.000     |
| PSS              | Sleman           | Maguwoharjo                     | 31.700     |
| Semen Padang     | Padang           | Gelora Haji Agus Salim          | 11.000     |

### Personal și statistici
Note:
- Sezonul în Liga 1 a numărat de când liga (anterior ca Indonezia Super League) înființată în sezonul 2008-09, inclusiv fostul ISC A în sezonul 2016.

| Echipă           | Ultima prom. | Clasare 2023-24 | Antrenor           | Căpitan               | Sez. în Liga 1 |
| ---------------- | ------------ | --------------- | ------------------ | --------------------- | -------------- |
| Persib           | 2008         | 1               | Bojan Hodak        | Marc Klok             | 15             |
| Madura United    | 2008         | 2               | Paulo Menezes      | Lulinha               | 15             |
| Borneo Samarinda | 2015         | 3               | Pieter Huistra     | Diego Michiels        | 9              |
| Bali United      | 2009         | 4               | Stefano Cugurra    | Ricky Fajrin          | 14             |
| Dewa United      | 2022         | 5               | Jan Olde Riekerink | Rangga Muslim         | 3              |
| PSIS             | 2018         | 6               | Gilbert Agius      | Septian David Maulana | 6              |
| Persis           | 2022         | 7               | Yogie Nugraha      | Eky Taufik            | 3              |
| Persija          | 2008         | 8               | Carlos Peña        | Rizky Ridho           | 15             |
| Persik           | 2020         | 9               | Marcelo Rospide    | Zé Valente            | 5              |
| Barito Putera    | 2008         | 10              | Rahmad Darmawan    | Rizky Pora            | 15             |
| PSM              | 2008         | 11              | Bernardo Tavares   | Muhammad Arfan        | 15             |
| Persebaya        | 2018         | 12              | Paul Munster       | Bruno Moreira         | 6              |
| PSS              | 2019         | 13              | Mazola Júnior      | Kim Kurniawan         | 5              |
| Persita          | 2020         | 14              | Fabio Lefundes     | Muhammad Toha         | 5              |
| Arema            | 2008         | 15              | Joel Cornelli      | Johan Alfarizi        | 15             |
| PSBS             | 2024         | 1 (L2)          | Emral Abus         | Beto Gonçalves        | 1              |
| Semen Padang     | 2024         | 2 (L2)          | Eduardo Almeida    | Rosad Setiawan        | 9              |
| Malut United     | 2024         | 3 (L2)          | Imran Nahumarury   | Manahati Lestusen     | 1              |

Legendă culori:
     Persib se va califica în faza grupelor în AFC Champions League Two 2024-2025
     Madura United se va califica în faza grupelor în AFC Challenge League 2024-2025
     Promovată din Liga 2

### Schimbări de antrenor

#### Pre sezon
| Club          | Antrenor             | Motivul plecării          | Data plecării   | Înlocuit cu          | Data numirii   |
| ------------- | -------------------- | ------------------------- | --------------- | -------------------- | -------------- |
| PSBS          | Regi Aditya Yonathan | Nu a avut licență AFC Pro | 12 martie 2024  | Juan Esnáider        | 13 mai 2024    |
| Semen Padang  | Delfi Adri           | Nu a avut licență AFC Pro | 17 martie 2024  | Hendri Susilo        | 25 martie 2024 |
| Arema         | Widodo Cahyono Putro | Sfârșitul contractului    | 30 aprilie 2024 | Joel Cornelli        | 24 iunie 2024  |
| Madura United | Mauricio Souza       | Sfârșitul contractului    | 10 mai 2024     | Widodo Cahyono Putro | 28 iunie 2024  |
| PSS           | Risto Vidaković      | Sfârșitul contractului    | 27 iunie 2024   | Wagner Lopes         | 27 iunie 2024  |
| Persija       | Thomas Doll          | Comun acord               | 14 iunie 2024   | Carlos Peña          | 28 iunie 2024  |
| Persita       | Luis Durán           | Sfârșitul contractului    | 30 iunie 2024   | Fabio Lefundes       | 3 iulie 2024   |

#### În timpul sezonului
| Club          | Antrenor             | Motivul plecării        | Etapă | Poziția în tabel | Data plecării      | Înlocuit cu     | Data numirii       |
| ------------- | -------------------- | ----------------------- | ----- | ---------------- | ------------------ | --------------- | ------------------ |
| PSBS          | Juan Esnáider        | Concediat               | 3     | 16               | 10 septembrie 2024 | Marcos Samso    | 10 septembrie 2024 |
| Semen Padang  | Hendri Susilo        | Concediat               | 4     | 16               | 13 septembrie 2024 | Hengky Ardiles  | 13 septembrie 2024 |
| Madura United | Widodo Cahyono Putro | Demisionat              | 4     | 17               | 16 septembrie 2024 | Rakhmad Basuki  | 16 septembrie 2024 |
| Semen Padang  | Hengky Ardiles       | Sfârșitul interimatului | 5     | 16               | 20 septembrie 2024 | Eduardo Almeida | 20 septembrie 2024 |
| Persis        | Milomir Šešlija      | Concediat               | 6     | 15               | 25 septembrie 2024 | Yogie Nugraha   | 25 septembrie 2024 |
| Madura United | Rakhmad Basuki       | Sfârșitul interimatului | 7     | 17               | 4 octombrie 2024   | Paulo Menezes   | 4 octombrie 2024   |
| PSS           | Wagner Lopes         | Concediat               | 7     | 18               | 10 octombrie 2024  | Mazola Júnior   | 11 octombrie 2024  |
| PSBS          | Marcos Samso         | Sfârșitul interimatului | 8     | 9                | 16 octombrie 2024  | Emral Abus      | 16 octombrie 2024  |

## Sezonul
Cele 18 echipe se întâlnesc de două ori, pentru un total de 34 de meciuri pe echipă. Campioana s-a calificat în play-off-ul din AFC Champions League Two în sezonul următor, iar secundul s-a calificat pentru play-off în AFC Challenge League sezonul următor. Între timp, ultimii trei vor retrograda în Liga 2 Indonezia în sezonul viitor.

### Meciurile sezonului
| Oaspeți ► Gazde ▼                          | AFC | BLI | BAR | BOR | DWU | MDR | MLT | PBY | PSB | PSJ | KDR | PSO | PTR | BIK | SMG | PSM | PSS | SMP |
| ------------------------------------------ | --- | --- | --- | --- | --- | --- | --- | --- | --- | --- | --- | --- | --- | --- | --- | --- | --- | --- |
| Arema                                      |     |     |     | 0–2 | 0–0 |     |     | a   | a   |     |     |     |     |     |     |     |     |     |
| Bali United                                | 0–0 |     | 3–2 |     |     |     |     |     |     |     |     |     |     |     |     |     | 0–0 | 2–0 |
| Barito Putera                              |     |     |     | 1–1 |     | 1–0 |     |     |     |     | 2–2 |     |     |     |     |     |     |     |
| Borneo Samarinda                           |     | 2–0 |     |     |     |     | 1–0 |     |     |     |     |     | 0–0 |     |     |     |     |     |
| Dewa United                                |     |     |     |     |     | 3–3 |     |     | 2–2 |     | 2–3 |     |     |     | 2–1 |     |     |     |
| Madura United                              |     |     |     |     |     |     | 1–1 | a   | 2–2 |     |     |     | 0–1 |     |     |     |     |     |
| Malut United                               |     | 1–4 |     |     |     |     |     | 0–0 |     |     |     |     |     |     |     |     |     | 2–1 |
| Persebaya                                  | a   |     | 2–1 |     | 0–0 | a   |     |     |     |     |     | 2–1 |     |     |     |     | 1–0 |     |
| Persib                                     | 1–1 |     |     |     |     |     |     | 2–0 |     | 2–0 |     |     |     | 4–1 | 2–1 |     |     |     |
| Persija                                    |     |     | 3–0 |     | 0–0 |     |     |     | a   |     |     | 2–1 | a   |     |     | 1–1 |     |     |
| Persik                                     |     | 1–3 |     |     |     |     | 0–0 |     |     |     |     |     | 1–0 | 0–1 |     |     |     |     |
| Persis                                     |     |     |     |     |     | 4–0 |     |     |     |     | 0–1 |     |     |     | 0–1 |     |     |     |
| Persita                                    |     |     |     |     |     |     |     | 0–1 |     | 0–0 |     |     |     |     |     |     |     | 1–0 |
| PSBS Biak                                  |     |     |     |     |     | 2–1 |     | 0–1 |     | 3–1 |     |     |     |     |     | 1–2 |     | 3–2 |
| PSIS Semarang                              | 1–2 |     |     |     |     |     |     |     |     | 0–2 |     | a   | 0–1 | 1–0 |     |     |     |     |
| PSM Makassar                               | 0–1 |     |     |     | 3–1 |     |     |     | 0–0 |     |     | 3–0 |     |     | 0–0 |     |     |     |
| PSS Sleman                                 | 3–1 |     |     | 1–1 |     |     | 0–1 |     |     |     | 0–2 |     |     |     |     |     |     |     |
| Semen Padang                               |     |     | 1–2 | 1–3 |     |     |     |     |     |     |     | 0–0 |     |     |     |     | 1–0 |     |
| Câștigă gazdele; Remiză; Câștigă oaspeții. |     |     |     |     |     |     |     |     |     |     |     |     |     |     |     |     |     |     |

### Clasamentul sezonului
| Loc | Echipă           | Pct. | MJ | V | E | Î | GM | GP | DG | C/R                            |
| --- | ---------------- | ---- | -- | - | - | - | -- | -- | -- | ------------------------------ |
| 1.  | Persebaya        | 17   | 8  | 5 | 2 | 1 | 7  | 4  | +3 | Calificare în Play-off ACL Two |
| 2.  | Persib           | 16   | 8  | 4 | 4 | 0 | 15 | 7  | +8 | Calificare în Play-off ACGL    |
| 3.  | Borneo Samarinda | 15   | 7  | 4 | 3 | 0 | 10 | 3  | +7 |                                |
| 4.  | Bali United      | 14   | 7  | 4 | 2 | 1 | 12 | 6  | +6 |                                |
| 5.  | Persik           | 14   | 8  | 4 | 2 | 2 | 10 | 8  | +2 |                                |
| 6.  | PSM Makassar     | 12   | 7  | 3 | 3 | 1 | 9  | 4  | +5 |                                |
| 7.  | Persija          | 12   | 8  | 3 | 3 | 2 | 9  | 7  | +2 |                                |
| 8.  | PSBS Biak        | 12   | 8  | 4 | 0 | 4 | 11 | 12 | −1 |                                |
| 9.  | Persita          | 11   | 7  | 3 | 2 | 2 | 3  | 2  | +1 |                                |
| 10. | Arema            | 9    | 7  | 2 | 3 | 2 | 5  | 7  | −2 |                                |
| 11. | Malut United     | 9    | 7  | 2 | 3 | 2 | 5  | 7  | −2 |                                |
| 12. | Dewa United      | 8    | 8  | 1 | 5 | 2 | 10 | 12 | −2 |                                |
| 13. | Barito Putera    | 8    | 7  | 2 | 2 | 3 | 9  | 12 | −3 |                                |
| 14. | PSIS Semarang    | 7    | 8  | 2 | 1 | 5 | 5  | 9  | −4 |                                |
| 15. | Persis           | 4    | 7  | 1 | 1 | 5 | 6  | 9  | −3 |                                |
| 16. | Semen Padang     | 4    | 8  | 1 | 1 | 6 | 6  | 13 | −7 | Retrogradare în Liga 2         |
| 17. | Madura United    | 3    | 7  | 0 | 3 | 4 | 7  | 14 | −7 | Retrogradare în Liga 2         |
| 18. | PSS Sleman       | 2    | 7  | 1 | 2 | 4 | 4  | 7  | −3 | Retrogradare în Liga 2         |

1. ↑  PSS a fost dedus trei puncte de către Comisia de disciplină PSSI din cauza cazului de aranjare a meciurilor din sezonul 2018 din Liga 2 Indonezia.[23]

## Legături externe
- Site web oficial